# Bonriki

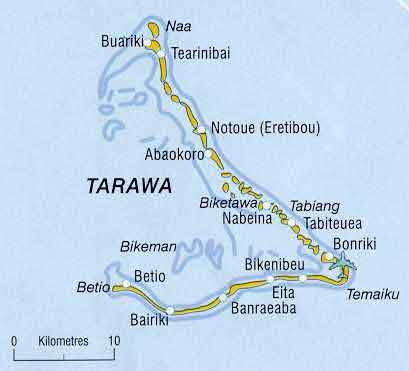
Mapa de l'atol de Tarawa

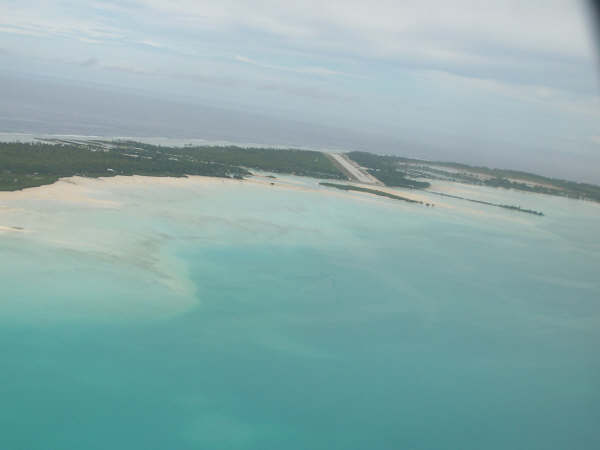
L'aeroport internacional de Bonriki des de l'aire

Bonriki és un assentament de l'illa de Tarawa, a Kiribati, part de la municipalitat de Tarawa Sud. L'aeroport internacional de Bonriki, l'únic aeroport internacional de Kiribati és allà.